# Burgruine Friedburg (Pinzgau)
Die Burgruine Friedburg, auch Veste Sulzau genannt, ist die Ruine einer Hangburg im Ortsteil  Sulzau der Gemeinde Neukirchen am Großvenediger im Land Salzburg.

## Geschichte
Die Veste Sulzowe mit Turm und Wehrmauer ist vermutlich um das Jahr 1000 entstanden. Ein Heinrich Graf von Solzowe, der mit seiner Nennung einen Hinweis auf die Burg gibt, wurde bereits 1050 erwähnt. Vor 1183 übergibt Graf Konrad von Sulzouwe Hörige und Güter in Uttendorf an das Stift Berchtesgaden; eigentlich war dieser ein Graf von Frontenhausen, der sich für dieses Rechtsgeschäft aber von Sulzau nennt. 1190 werden in einer Urkunde Herbord und Walter de Sulzowa genannt; vermutlich waren diese aber nur die Burgvögte von Sulzau. Nach dem Aussterben der Frontenhausener kam die Burg nach 1228 an die V(F)elber. 1292 schloss Friedrich von Velben nach heftigen Auseinandersetzungen einen Vergleich mit Erzbischof Konrad IV. Durch diesen kamen die Burg Kaprun und die Hieburg an den Velber, der Erzbischof hingegen erhielt Sultzowe deu Purch. Von 1297 an wurde Sulzau von erzbischöflichen Burgpflegern verwaltet. 1551 soll die Burg niedergebrannt sein und wurde danach nicht mehr aufgebaut.

## Burgruine Friedburg heute
Die Ruine liegt auf einer isolierten Steilklippe gegenüber der Burgruine Hieburg über dem Eingang in das Obersulzbachtal. Der Felsen fällt gegen Norden nicht nur senkrecht, sondern sogar überhängend etwa 60 Meter tief ab. Die Ruine ist über einen Steig mit dem im Westen anschließenden Rabenkopf verbunden.
Die Burgruine selbst liegt auf einem Felsgrat, der nach drei Seiten steil abfällt, zur Hangseite ist sie durch einen Graben getrennt. Offensichtlich war nur die östliche Hälfte des Felsens bebaut, die westliche Hälfte, die noch um ca. 10 Meter höher lag, diente vermutlich als eine Art natürliche Schildmauer. Der Burgplatz hat ca. 10 m Breite und 60 m Länge und steigt von Osten nach Westen an. Die aufrechte Nordmauer ist 5 m hoch und 18 m lang und besitzt ein rundbogiges Tor. Die Ostmauer ist 3 m hoch und 6 m lang. Balkenlöcher für eine Zwischendecke sind erhalten. Das Mauerwerk besteht aus Bruchsteinen verschiedenster Größen. Sorgfältig behauene Granitquader treten im Bereich der stark abgerundeten Ecke gehäuft auf. Auch gegen den Westen zu sind solche Eckquader vorhanden. Das Hauptgebäude der Burg hat etwa 9 × 6 Meter umfasst; von diesem sind noch einige Fundamentsteine erhalten.

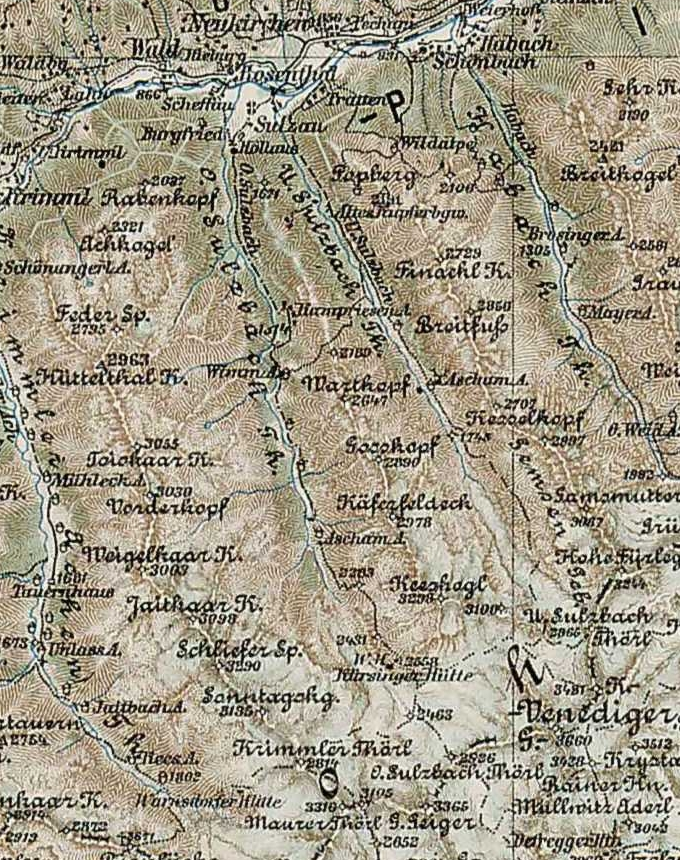
Karte mit dem Obersulzbachtal

Die Ruine erreicht man, wenn man von Neukirchen kommend, bei Rosental links in das Obersulzbachtal abbiegt. Die Straße führt zum Gasthof Friedburg, von dort dauert es ca. 30 Minuten auf einem markierten Weg, der in einem sehr steilen Gelände bis zur Burgruine führt.